# Wolfgang Meyer (Lehrer)
Wolfgang Friedrich Oskar Meyer (* 31. Mai 1867 in Hamburg; † 1. Dezember 1957 ebenda) war ein deutscher Lehrer und Sportfunktionär.

## Leben
Meyer absolvierte das Abitur an der Gelehrtenschule der Johanneums. Er studierte an der Eberhard Karl Universität Tübingen Philologie. Während seines Studiums wurde er 1885/1886 Mitglied der schwarzen Verbindung Derendingia (seit 1897 Tübinger Burschenschaft Derendingia). Nach der Promotion zum Dr. phil. wurde er Lehrer an seinem alten Gymnasium. Später wurde er Direktor des Wilhelm-Gymnasiums in Hamburg. Es folgten die Ernennung zum Schulrat und anschließend zum Oberschulrat.
Meyer war 2. Vorsitzender der Hamburger Turnerschaft von 1816 und Gauführer des Gaues Nordmark der Deutschen Turnerschaft. Zudem wirkte er als Lehrer am Johanneum und der Realschule Sankt Pauli zu Hamburg. Zuletzt war er Schulleiter und Oberschulrat. Er stiftete den Hamburger Schulen den Wolfgang-Meyer-Wanderpreis, der alljährlich in Wettkämpfen vergeben wurde und wurde durch die Benennung eines Sportplatzes an der Sternschanze geehrt. Bis Oktober 2022 trug der Sportpark Eimsbüttel, eine Spielstätte des Hamburger SV, seinen Namen. Anfang Februar 2022 stimmte die Bezirksversammlung des Bezirks Eimsbüttel aufgrund Meyers NS-Vergangenheit für die Umbenennung der Anlage.
Im Ersten Weltkrieg war er Hauptmann und Bataillonsführer. Bis 1931 war er Mitglied der Deutschen Volkspartei.
Sein Sohn war der Jurist und nationalsozialistische Journalist Wolf Meyer-Christian.

## Veröffentlichungen (Auswahl)
- De codice Plutarcheo Seitenstettensi eiusque asseclis, Leipzig 1890. (Dissertation)
- Friedrich Ludwig Jahn – Ein Lebensbild aus grosser Zeit, Berlin 1904.
- Die Briefe Friedrich Ludwig Jahns, Leipzig 1913.
- Briefe / F. L. Jahn, Dresden 1930.
- Geschichte des Turnwesens im Gau Nordmark der Deutschen Turnerschaft, Hamburg 1936. (2 Bände)